# 87 Horogh
Unter der Adresse 87 Horogh, auch 87 Horve, in Castlebay, dem Hauptort der schottischen Hebrideninsel Barra, befindet sich ein Cottage. 1980 wurde das Gebäude in die schottischen Denkmallisten in der Kategorie C aufgenommen.

## Beschreibung
Als Bauzeitraum wird die zweite Hälfte des 19. Jahrhunderts angenommen. Auf der ersten Ausgabe der Karte der Ordnance Survey aus dem Jahre 1878 ist das Cottage bereits verzeichnet. Es handelt sich um eines der selten erhaltenen Objekte eines inseltypischen Fischercottages und liegt in Küstennähe abseits der A888 umgeben von modernen Häusern. Die Fenster des einstöckigen Gebäudes sind symmetrisch auf drei vertikalen Achsen angeordnet. Die Eingangstüre befindet sich mittig in der nach Norden weisenden Vorderseite. Das Mauerwerk besteht aus Bruchstein, wobei die Gebäudekanten abgerundet sind. Ursprünglich schloss das Gebäude mit einem Reetdach ab. Dieses ist jedoch einer modernen Dachkonstruktion mit Dachpappe gewichen.